# Djenné Fila
Djenné Fila (Tilburg, 1995)  is een Nederlands illustrator van met name kinderboeken. Ze studeerde Illustratie aan de St. Joost School of Art & Design in Breda.

## Biografie
Fila studeerde in 2017 cum laude af aan de St. Joost School of Art & Design in Breda. Ze ontwikkelde een geheel eigen stijl met collagetechnieken tot soms wel 500 lagen diep.
In 2019 maakte Fila haar debuut in de kinderboekenwereld met Het beest met de kracht van tien paarden. Haar werk werd opgemerkt en ze illustreerde in enkele jaren meerdere kinder- en jeugdboeken met diverse schrijvers.
Met Een kleine geschiedenis van de mens door dierenogen van Joukje Akveld won Fila het Gouden Penseel 2023.

## Prijzen en nominaties
- 2022 nominatie Woutertje Pieterse Prijs
- 2022 shortlist De Boon (literatuurprijs)
- 2023 winnaar Zilveren Penseel
- 2023 winnaar Gouden Penseel
- 2023 winnaar Thea Beckmannprijs